# Île Australia
Île Australia, također poznat kao Île aux Rennes (Otok sobova) zbog prisutnosti (unesenih) sobova, jedan je od otoka Kerguelen koji se nalazi u zaljevu Golfe du Morbihan blizu obale Grande Terre, glavnog otoka.
Otok je dimenzija otprilike 10 km x 3 km. Najviša točka je Le stack de Tome na 145 metara.